# Národní park Ras Mohamed
Národní park Rás Mohamed, též psáno Ras Muhammad (arabsky رأس محمد‎), je situován kolem stejnojmenného mysu na samém jihu Sinajského poloostrova v Egyptě. Je to nejstarší egyptské chráněné území; z historických důvodů zahrnuje také dříve egyptské, od roku 2017 však saúdskoarabské ostrovy Tirán a Sanáfír. Park má dvě části, pevninskou a mořskou. Mořská část parku – jež se rozkládá ve vodách Suezského zálivu na západě a Tiránského průlivu na severu a východě – je proslulá především svými korálovými útesy, poskytujícími útulek množství živočichů, jako jsou např. želvy, barakudy, manty, dugongové (moroni) či žraloci. V pevninské části parku, převážně pouštního charakteru, lze vidět velké množství ptactva a na některých místech rostou i pásy mangrovníkových porostů. Přírodní krásy přitahují mnoho turistů, kteří mají základnu v sousedícím letovisku Šarm aš-Šajch.

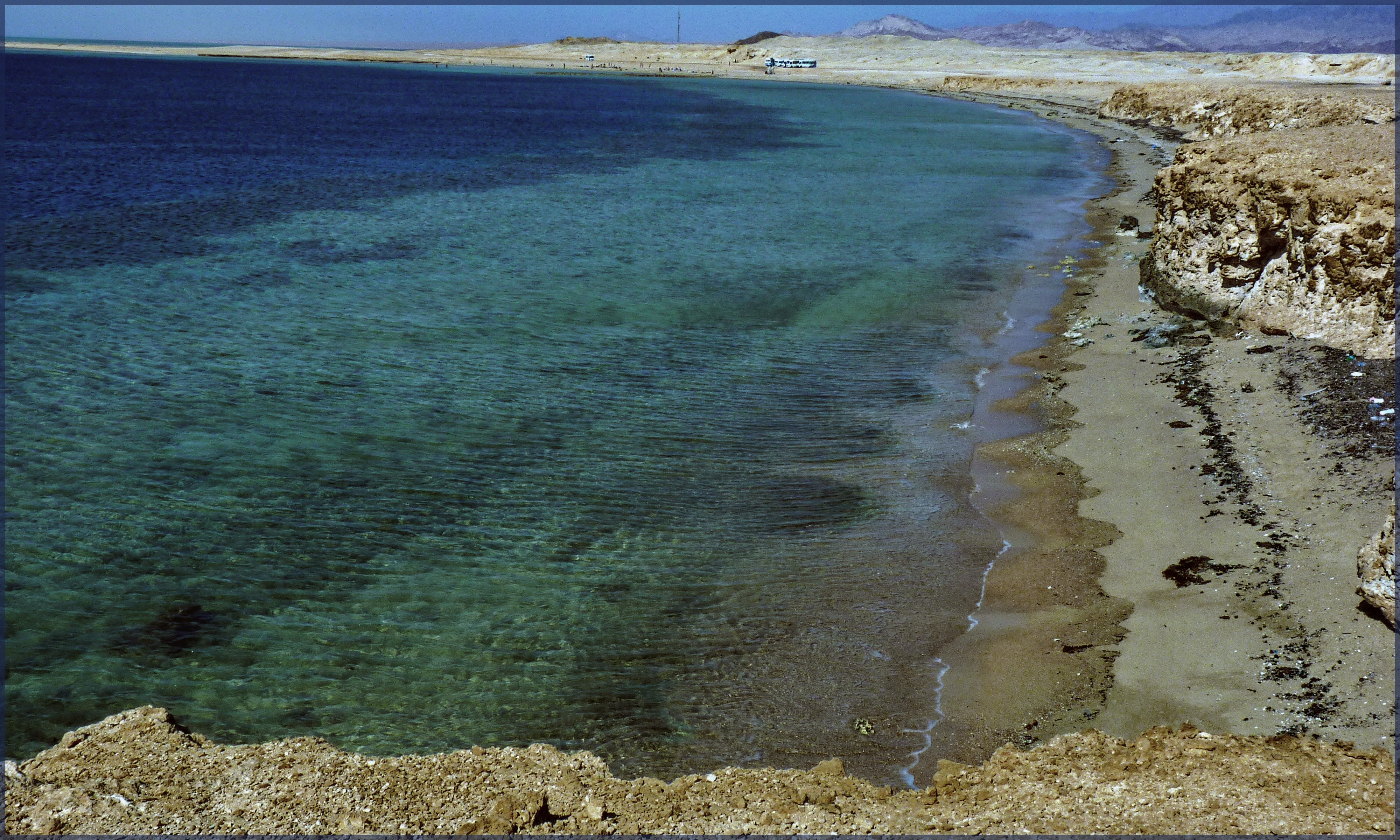
Korálové bariéry kolem pobřeží

Poprvé byla oblast chráněna po Šestidenní válce (1967), kdy byla pod kontrolou Izraele. (Izrael tu během 15leté okupace Sinaje začal rozvíjet osidlovací aktivity a také budovat turistickou infrastrukturu pro přilákání západních turistů.) Když se opět stala součástí Egypta (1982), přestala být chráněna a byl zde například provozován lov ryb dynamitem. Na Egypt byl vyvíjen mezinárodní nátlak, aby začal opět oblast chránit, k čemuž oficiálně došlo od roku 1983.